# Lézardrieux
Lézardrieux (en bretó Lezardrev) és un municipi francès, situat a la regió de Bretanya, al departament de Costes del Nord. L'any 1999 tenia 1.629 habitants.

## Demografia
| Evolució de la població Cassini et INSEE |       |       |       |       |       |       |       |       |
| 1793                                     | 1800  | 1806  | 1821  | 1831  | 1836  | 1841  | 1846  | 1851  |
| 2 231                                    | 1 763 | 1 859 | 1 975 | 2 192 | 2 128 | 2 134 | 2 245 | 2 208 |

| 1856  | 1861  | 1866  | 1872  | 1876  | 1881  | 1886  | 1891  | 1896  |
| ----- | ----- | ----- | ----- | ----- | ----- | ----- | ----- | ----- |
| 2 209 | 2 238 | 2 261 | 2 051 | 2 046 | 2 057 | 1 991 | 2 059 | 2 100 |

| 1901  | 1906  | 1911  | 1921  | 1926  | 1931  | 1936  | 1946  | 1954  |
| ----- | ----- | ----- | ----- | ----- | ----- | ----- | ----- | ----- |
| 2 188 | 2 386 | 2 265 | 1 940 | 1 948 | 1 966 | 1 780 | 1 757 | 1 933 |

| 1962  | 1968  | 1975  | 1982  | 1990  | 1999  | 2006 | 2011 | 2016 |
| ----- | ----- | ----- | ----- | ----- | ----- | ---- | ---- | ---- |
| 2 014 | 1 842 | 1 834 | 1 859 | 1 707 | 1 629 | -    | -    | -    |

| 2019 | - | - | - | - | - | - | - | - |
| ---- | - | - | - | - | - | - | - | - |
| -    | - | - | - | - | - | - | - | - |

## Administració
| Període   | Identitat        | Partit |
| --------- | ---------------- | ------ |
| 1959-1995 | Marcel Le Corre  |        |
| 1995-2001 | Alain Jézéquel   |        |
| 2001-     | Joseph Le Biller |        |

## Personatges il·lustres
- Charles Gwennou, poeta en bretó nascut el 1851.
- Paul Le Flem, compositor, nascut el 1881.